# Rouille verte
Pour les articles homonymes, voir rouille (oxyde).

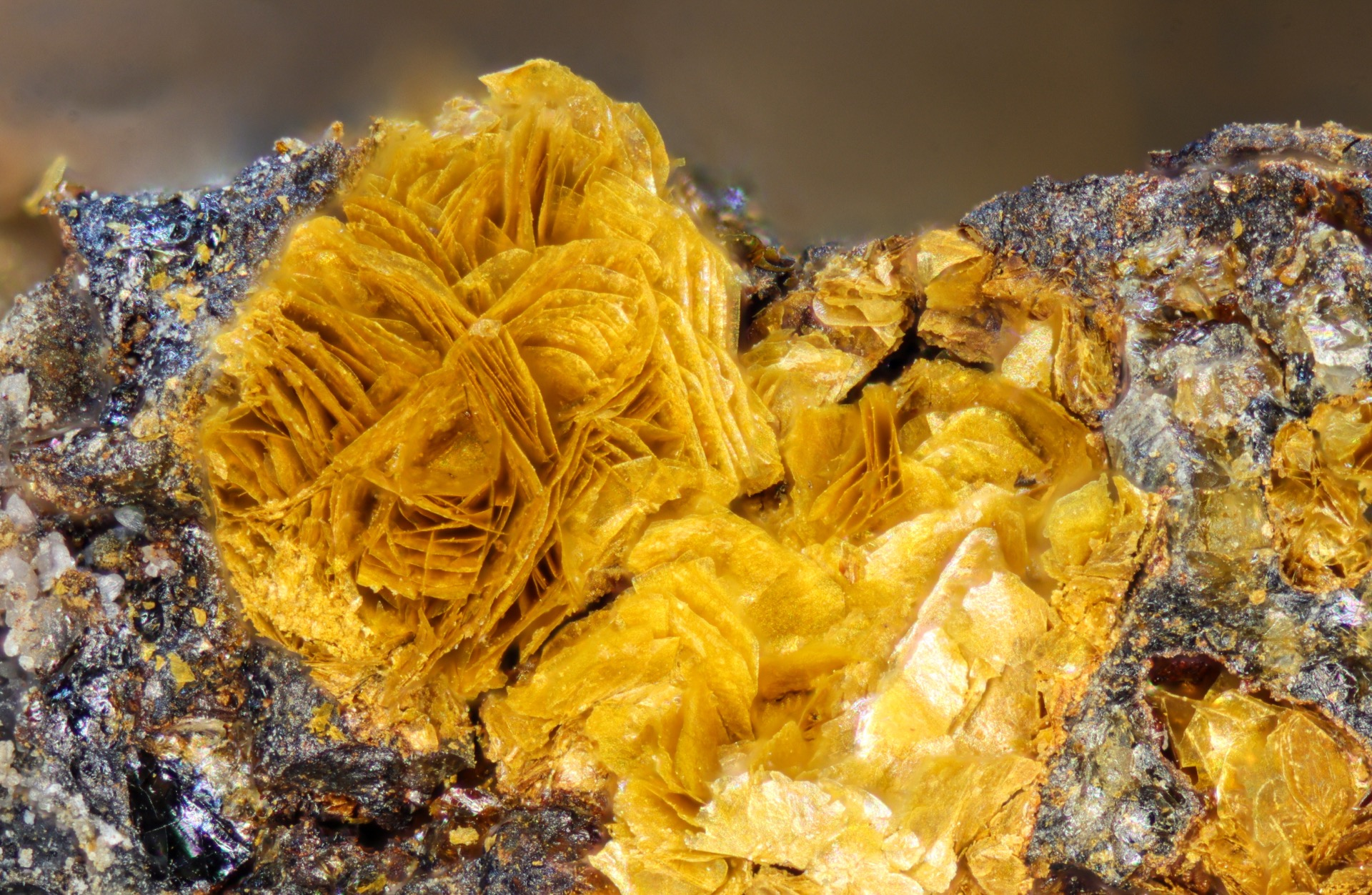
Fougèrite d'Eschweiler, Basse-Saxe, Allemagne.

La rouille verte est une famille de composés chimiques de formule générale FeII4FeIII2(OH)12Xx, n H2O appartenant aux hydroxyde doubles lamellaires. Ces hydroxydes de fer sont nommés ainsi à cause de leur couleur bleu-vert.
Ce sont des intermédiaires dans le mécanisme de corrosion du fer. On les trouve notamment dans les couches de gley.

## Fougèrite
La fougèrite, FeII,Mg6FeIII2(OH)18·4 H2O, est un minéral de la famille des rouilles vertes. Elle a été identifiée et caractérisée, pour la première fois en 1996 en milieu naturel dans des sols hydromorphes dans la forêt domaniale de la commune de Fougères en France ; d'où son nom. Elle fait partie du cycle biogéochimique du fer.
Elle a été approuvée par l’association internationale de minéralogie en février 2004 sous le numéro IMA2003-057.

## Trébeurdenite et mössbauerite
Ces deux minéraux appartiennent aussi à la famille des rouilles vertes. Le premier fait référence à la ville bretonne de Trébeurden, et le second rend hommage au prix Nobel de physique Rudolf Mössbauer.